# Namdar Nasser
Namdar Nasser, född 7 oktober 1963 i Iran, är en svensk författare och översättare. Han översätter klassisk och modern persisk litteratur till svenska och modern svensk litteratur till persiska.

## Böcker
- میهمانان هتل لاله، داستان‌های استانبول, svenska: Hotell Lalehs gäster, berättelser från Istanbul, roman på persiska (nordienT 2024)
- من صدای تو هستم تهران, svenska: Jag är din röst Teheran, diktsamling på persiska, (nordienT 2024)
- Tehran, I am Your Voice in the World (Austin MacAuley Publishers 2022, London)
- Ben senin dünyadaki sesinim (turkiska), svenska: Jag är din röst i världen, dikter översatta till turkiska av Özkan Mert (Artshop 2019, Istanbul)
- Profetian om de svenska traditionernas undergång, krönikor och andra texter om kulturkrockar, integrationspolitik och kommunikation (nordienT 2018)
- I begynnelsen var ordet, persiska: نخست واژه بود, novellsamling på persiska, (nordienT 2018)
- Informationsministern, en lättläst novell (nordienT, 2017)
- Jag är din röst i världen (nordienT, 2016)
- Pādarang, persiska: پادرنگ, diktsamling på persiska, (nordienT, 2004)
- Khanah siyah ast: persiska: خانه سیاه است, novellsamling på persiska, (nordienT, 2000)
- På vägen till Sverige, sju sällsamma berättelser om sju iranska flyktingar (Baran 1999)
- En enkelresa i tiden: en resa utmed flyktingens gångna väg: dikter (Svartvitt, 1995)

## Översättningar
- Emelie Andrén, Nisse & Nora har kalas, persiska: پیش حیوان‌ها (nordienT, 2025)
- Emelie Andrén, Nisse & Nora har kalas, persiska: می‌گویند ببخشید (nordienT, 2025)
- Emelie Andrén, Nisse & Nora har kalas, persiska: در مهدکودک (nordienT, 2025)
- Bengt Fredrikson, Andreas Palmaer, Sveriges historia, 25 sanna berättelser, persiska: تاریخ سوئد (nordienT 2025)
- Sharif Saiidi, Mörkrets älg, diktsamling, (nordienT 2025)
- Lena Ollmark, Mardrömssällskapet, persiska: انجمن کابوسی‌ها (Parian Publications, 2024)
- Ulf Stark, Min vän Percys magiska gymnastikskor, persiska کفش‌های ورزشی جادویی دوست من پَرشی (nordienT, 2024)
- Bengt Fredrikson, Andreas Palmaer, 18 mystiska gåtor, persiska: ۱۸ معمای اسرارآمیز (Parian Publications, 2023)
- Bengt Fredrikson, Andreas Palmaer, 22 sanna gåtor om uppfinningar, persiska: ۲۲ معمای واقعی درباره‌ی اختراعات (Parian Publications, 2023)
- Inger och Lasse Sandberg, Lilla Spöket Laban får en lillasyster, persiska: لابان، روح کوچولو، خواهردار می‌شود (nordienT 2023)
- Inger och Lasse Sandberg, Kommer snart, sa Laban och Labolina, persiska: الان می‌آییم (nordienT 2023)
- Inger och Lasse Sandberg, Labolinas lina , persiska: طناب لابولینا (nordienT 2023)
- Gholam-Hossein Saedi: Smekmånaden, drama i två akter (nordienT, 2023)
- Forough Farrokhzad: Bakom fönstret skälver natten, dikter i urval (Mondernista, 2021)
- Kambiz Datory, Eliza, (nordienT, 2021)
- Ashraf Bagheri, Månen var inte bara min, (Chatr Publications, 2021)
- Emelie Andrén, Nisse & Nora har kalas, persiska: جشن تولد (nordienT, 2020)
- Emelie Andrén, Nisse & Nora plåstrar om, persiska: چسب زخم (nordienT, 2020)
- Emelie Andrén, Nisse & Nora tejpar, persiska: چسب و قیچی (nordienT, 2020)
- Rasoul Nejadmehr, Den namnlöse, persiska: بی‌نام (nordienT, 2020)
- Jo Salmson, Tams svåra prov, persiska: آزمون دشوار تام (Parian Publications, 2020)
- Jo Salmson, Tam, tiggarpojken, persiska: تام، پسربچه‌ی گدا (Parian Publications, 2020)
- Mojgan Kalhor, persiska: چه کسی آقای صورتی را می‌شناسد؟, Vem känner herr Rosa (Parian Publications, 2020)
- Madjid Rasti, persiska: جوجه‌تیغی‌های پسرعمو, Igelkottkusinerna (Parian Publications, 2020)
- Mehdi Rajabi, persiska: ساندویچ‌ساز مودُم‌اسبی‌باف, Mackmakarhårflätarmänniskovänhittarsvansutdragarmakapär (Parian Publications, 2020)
- Parinoush Saniee, Det som väntar mig, persiska: سهم من (Ordfront Bokförlag, 2020)
- Bengt Fredrikson, Andreas Palmaer, 21 sanna deckargåtor, persiska: 21 معمای پلیسی (Parian Publications, 2020)
- Bengt Fredrikson, Andreas Palmaer, 19 mystiska gåtor, persiska: 19 معمای تاریخی (Parian Publications, 2020)
- Åsa Lind: Sandvargen, persiska: گرگ ماسه‌ای، تابستان اول (Parian Publications, 2019)
- Åsa Lind: Mera sandvargen, persiska: گرگ ماسه‌ای، تابستان دوم (Parian Publications, 2019)
- Åsa Lind: Sandvargen och hela härligheten, persiska: گرگ ماسه‌ای، تابستان سوم (Parian Publications, 2019)
- Martin Widmark: Fängelsemysteriet, persiska: ماجرای زندان (Parian Publications, 2018)
- Martin Widmark: Diamantmysteriet, persiska: ماجرای الماس (Parian Publications, 2018)
- Rumis berättelser: 33 sagor, översatt från persiska och återberättad på prosa (nordienT, 2017)
- Viveka Sjögren: Om du skulle fråga Micha, persiska: اگر از میشا بپرسی, Agar az Micha beporsi, (nordienT, 2017)
- Martin Widmark: Fotbollsmysteriet, persiska: ماجرای مسابقه‌ی فوتبال (Parian Publications, 2016)
- Martin Widmark: Cirkusmysteriet, persiska: ماجرای سیرک (Parian Publications, 2016)
- Martin Widmark: Mumiemysteriet, persiska: ماجرای مومیایی (Parian Publications, 2016)
- Garous Abdolmalekian: Raderna byter plats i mörkret (nordienT, 2016)
- Henri Forss, De ljuger, persiska: آن‌ها دروغ می‌گویند (nordienT, 2015)
- Rumi, Papegojan och köpmannen (Parian Publications, 2015)
- Ali Naderi: Väntans konturer (nordienT, 2014)
- Rouzbeh Tazhibi och Nastaran Rabbani: Iranska fester (Rhyton, 2014)
- Sadi: Nya persiska antologin. Del 1 (nordienT, 2013)
- Tomas Andersson & Stefan Foconi: Pīrmard'ī dar saqf (Gubben i taket) (nordienT, 2011)
- Ferdawsi: Fem berättelser ur Shahname, det iranska nationaleposet (översatt och återberättad på prosa av Anja Malmberg och Namdar Nasser, nordienT, 2006)
- Sohrab Sepehri: En oas i ögonblicket: dikter i urval (översatt tillsammans med Anja Malmberg) (Baran, 2000)
- Edith Södergran: Landet som icke är: dikter i urval (nordienT, 1999) [på persiska, även med persisk titel]
- Forough Farrokhzad: Mitt hjärta sörjer gården (översatt tillsammans med Anja Malmberg och Lisa Fernold) (Lindelöw, 1996)

## Antologier
- Poesins platser, Om diktens betydelse i perifera och populära rum, (Daidalos, 2023)
- Amour Persanes, Anthologie de nouvelles iraniennes contemporaines, medverkan i antologi (Gallimard 2021, Paris)
- Kärleken är större, antologi (nordienT, 2010)
- dråpligA kulturkrockaR, novellsamling (nordienT, 2005)
- Röster ur det mångsexuella Sverige, novellsamling (Svartvitt, 1995)
- Väggarna har öron, novellsamling (Svartvitt, 1994)